# Pluton (1932)
El Pluton fue un crucero minador rápido construido para la Armada francesa a finales de la década de 1920. También podía transportar 1.000 soldados en su cubierta de minas como transporte rápido de tropas. Poco después de su finalización fue modificado y se convirtió en un buque de entrenamiento de artillería, sustituyendo al viejo crucero blindado Gueydon. 
Poco antes del comienzo de la Segunda Guerra Mundial, volvió a su función original y se le retiró la mayor parte del equipo de entrenamiento artillero. Al comenzar la guerra fue enviado a Casablanca, en el Marruecos francés, para sembrar un campo de minas, pero la orden fue cancelada un día después y se le ordenó desembarcar sus minas navales. Explotó el 13 de septiembre de 1939 cuando desembarcaba las minas aún activadas.

## Hundimiento

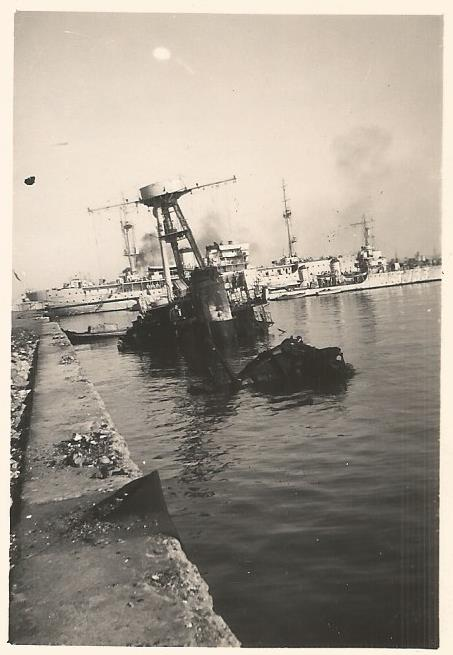
El pecio del Pluton en el puerto de Casablanca en 1939.

El Pluton fue trasladado a Lorient el 10 de mayo de 1939, cuando la Marina francesa formó allí el 5e Escadre, que controlaba todos los buques escuela y planeaba convertirlo en buque escuela a tiempo completo como consorte del crucero escuela Jeanne d'Arc el 1 de junio de 1940. En ese momento habría sido rebautizado como La Tour d'Auvergne, ya que el nombre Pluton estaba reservado para los buques de guerra de minas de la Marina francesa.
Al acercarse la guerra, se decidió mantenerlo como cazaminas y se le retiró la mayor parte del equipo adicional de control de incendios. Fue transferido a Brest como parte de la reorganización del 5e Escadre. El 2 de septiembre, recién iniciada la Segunda Guerra Mundial, zarpó rumbo a Casablanca (Marruecos francés) con 125 minas Bréguet embarcadas. Se le ordenó colocar un campo de minas defensivo allí el 4 de septiembre, pero esta orden fue rescindida al día siguiente, después de que las minas ya hubieran sido espoleadas, y se ordenó al buque desembarcar las minas. 
El 13 de septiembre, mientras desembarcaba las minas, una de ellas explotó, destruyendo el buque y matando a 186 personas. Tres arrastreros (Etoile du Matin, Marie Merveilleuse y Sultan) fueron hundidos por la explosión y los dragaminas auxiliares Charcot, Gosse y Chellah sufrieron daños irreparables. Otros dos dragaminas auxiliares, Grodin y Alcor, resultaron dañados pero pudieron ser reparados Durante la guerra se recuperó un cañón y parte del blindaje, pero los trabajos de demolición no comenzaron hasta octubre de 1952 y finalizaron en julio de 1953.